# Sci di fondo ai XXI Giochi olimpici invernali - 30 km femminile
Nello sci di fondo ai XXI Giochi olimpici invernali la 30 km femminile si disputò in tecnica classica il 27 febbraio 2010 dalle ore 11:45 sul percorso che si snodava nel Whistler Olympic Park con un dislivello massimo di 85 m; presero parte alla competizione 53 atlete e l'avvio fu a partenza in linea.
Detentrice del titolo era la ceca Kateřina Neumannová, vincitrice a Torino 2006 dove la competizione si era corsa in tecnica libera, che si era ritirata nella stagione 2006-2007.

## Classifica
| Posizione | Atleta                   | Nazione     | Tempo     | Distacco |
| --------- | ------------------------ | ----------- | --------- | -------- |
| 1         | Justyna Kowalczyk        | Polonia     | 1:30:33.7 |          |
| 2         | Marit Bjørgen            | Norvegia    | 1:30:34.0 | +0.3     |
| 3         | Aino-Kaisa Saarinen      | Finlandia   | 1:31:38.7 | +1:05.0  |
| 4         | Evi Sachenbacher-Stehle  | Germania    | 1:31:52.9 | +1:19.2  |
| 5         | Masako Ishida            | Giappone    | 1:31:56.5 | +1:22.8  |
| 6         | Charlotte Kalla          | Svezia      | 1:31:57.6 | +1:23.9  |
| 7         | Therese Johaug           | Norvegia    | 1:32:01.3 | +1:27.6  |
| 8         | Kristin Størmer Steira   | Norvegia    | 1:32:04.4 | +1:30.7  |
| 9         | Anna Olsson              | Svezia      | 1:33:00.3 | +2:26.6  |
| 10        | Karine Laurent Philippot | Francia     | 1:33:11.4 | +2:37.7  |
| 11        | Marianna Longa           | Italia      | 1:33:19.9 | +2:46.2  |
| 12        | Riikka Sarasoja          | Finlandia   | 1:33:33.2 | +2:59.5  |
| 13        | Virpi Kuitunen           | Finlandia   | 1:33:36.7 | +3:03.0  |
| 14        | Aurore Jéan              | Francia     | 1:33:58.3 | +3:24.6  |
| 15        | Sara Renner              | Canada      | 1:34:04.2 | +3:30.5  |
| 16        | Antonella Confortola     | Italia      | 1:34:07.7 | +3:34.0  |
| 17        | Stefanie Böhler          | Germania    | 1:34:08.7 | +3:35.0  |
| 18        | Oksana Jackaja           | Kazakistan  | 1:34:11.0 | +3:37.3  |
| 19        | Katrin Zeller            | Germania    | 1:34:18.1 | +3:44.4  |
| 20        | Marthe Kristoffersen     | Norvegia    | 1:34:31.1 | +3:57.8  |
| 21        | Tetjana Zavalij          | Ucraina     | 1:34:32.3 | +3:58.6  |
| 22        | Ol'ga Zav'jalova         | Russia      | 1:34:46.3 | +4:12.6  |
| 23        | Kikkan Randall           | Stati Uniti | 1:34:59.0 | +4:25.3  |
| 24        | Sylwia Jaśkowiec         | Polonia     | 1:34:59.1 | +4:25.4  |
| 25        | Krista Pärmäkoski        | Finlandia   | 1:35:08.4 | +4:34.7  |
| 26        | Kateryna Hryhorenko      | Ucraina     | 1:35:11.4 | +4:37.7  |
| 27        | Kristina Šmigun-Vähi     | Estonia     | 1:35:27.2 | +4:53.5  |
| 28        | Paulina Maciuszek        | Polonia     | 1:36:31.7 | +5:58.0  |
| 29        | Ol'ga Ročeva             | Russia      | 1:37:15.5 | +6:41.8  |
| 30        | Madoka Natsumi           | Giappone    | 1:37:35.4 | +7:01.7  |